# David Butler (regista)
David Butler (San Francisco, 17 dicembre 1894 – Arcadia, 14 giugno 1979) è stato un regista, attore, produttore cinematografico e sceneggiatore statunitense.

## Biografia
Nato a San Francisco nel 1894, figlio di un'attrice e di un impresario teatrale, iniziò a lavorare come attore. Nel 1910 debuttò in un film diretto da David Wark Griffith. Tra gli altri registi con cui lavorò vanno ricordati - oltre a Griffith per cui girò numerosi film - John Ford, King Vidor, Tod Browning, Frank Borzage e Michael Curtiz.
Proseguì la carriera di attore per tutto il periodo del muto, apparendo in sessantasette pellicole (in alcune non accreditato) fino al 1929. Dal 1927 aveva cominciato una nuova carriera nella regia, a cui si dedicò fino al 1967, l'anno in cui si ritirò. Regista di genere, diresse numerose commedie, tra cui alcuni dei film della piccola Shirley Temple e alcuni dei successi interpretati da Doris Day.
Butler morì ad Arcadia, in California, il 14 giugno 1979, all'età di 84 anni.

## Riconoscimenti
Stella alla Hollywood Walk of Fame (Cinema), 6561 Hollywood Blvd.

## Filmografia

### Regista
- Giovinezza scapigliata (High School Hero) (1927)
- News Parade (1928)
- Win That Girl (1928)
- Cadetti allegri (1928)
- Nertz (1929)
- Follie del giorno (Fox Movietone Follies of 1929)  (1929)
- Chasing Through Europe (1929)
- Saluto militare (Salute) (1929) co-regia con John Ford (non accreditati)
- Il sorriso della vita (Sunnyside Up) (1929)
- Un sogno che vive (High Society Blues) (1930)
- I prodigi del 2000 (Just Imagine) (1930)
- Un americano alla corte di re Artù (A Connecticut Yankee) (1931)
- La piccola emigrante (Delicious) (1931)
- Business and Pleasure (1932)
- Down to Earth (1932)
- Handle with Care (1932)
- Hold Me Tight (1933)
- Le otto virtù di Lulù (My Weakness) (1933)
- Alla conquista di Hollywood (Bottoms Up) (1934)
- Handy Andy (1934)
- Have a Heart (1934)
- La mascotte dell'aeroporto (Bright Eyes) (1934)
- Il piccolo colonnello (The Little Colonel) (1935)
- Doubting Thomas (1935)
- La piccola ribelle (The Littlest Rebel) (1935)
- Capitan Gennaio (Captain January) (1936)
- White Fang (1936)
- Pigskin Parade (1936)
- Alì Babà va in città (Ali Baba Goes to Town) (1937)
- Parata notturna (You're a Sweetheart) (1937)
- Vagabondi al chiaro di luna (Kentucky Moonshine) (1938)
- Straight Place and Show (1938)
- Kentucky (1938)
- Un angolo di cielo (East Side of Heaven) (1939)
- That's Right You're Wrong (1939)
- Se fosse a modo mio (If I Had My Way) (1940)
- You'll Find Out (1940)
- Un pazzo va alla guerra (Caught in the Draft) (1941)
- Playmates (1941)
- Avventura al Marocco (The Road to Marocco) (1942)
- Ho salvato l'America (They Got Me Covered) (1943)
- Sotto le stelle di Hollywood (Thank Your Lucky Stars) (1943)
- Al chiaro di luna (Shine on Harvest Moon) (1944)
- Il pirata e la principessa (The Princess and the Pirate) aiuto regia Sidney Lanfield (1944)
- Duello a S. Antonio (San Antonio), co-regia di, non accreditati, Robert Florey e Raoul Walsh (1945)
- Two Guys from Milwaukee (1946)
- L'ora, il luogo e la ragazza (The Time, the Place and the Girl) (1946)
- My Wild Irish Rose (1947)
- Speroni e calze di seta (Two Guys from Texas) (1948)
- La sposa rubata (John Loves Mary) (1949)
- La vita a passo di danza (Look for the Silver Lining)  (1949)
- L'amore non può attendere (It's a Great Feeling) (1949)
- The Story of Seabiscuit (1949)
- The Daughter of Rosie O'Grady (1950)
- Tè per due (Tea for Two) (1950)
- La ninna nanna di Broadway (Lullaby of Broadway) (1951)
- Femmine bionde (Painting the Clouds with Sunshine) (1951)
- L'ultima zia di Carlo (Where's Charley?) (1952)
- Aprile a Parigi (April in Paris) (1952)
- By the Light of Silvery Moon (1953)
- Non sparare, baciami! (Calamity Jane) (1953)
- L'invasore bianco (The Command) (1954)
- Riccardo Cuor di Leone (King Richard and the Crusaders) (1954)
- L'inferno è a Dien Bien Fu (Jump Into Hell) (1955)
- Glory (1956)
- La ragazza che ho lasciato (The Girl He Left Behind) (1956)
- Il "dritto" di Hollywood (The Right Approach) (1961)

### Regista TV (parziale)
- Carovane verso il West (Wagon Train) – serie TV, 9 episodi (1958-1962)
- Ai confini della realtà (The Twilight Zone) – serie TV, 120 episodi (1963)

### Sceneggiatore
- Follie del giorno (Fox Movietone Follies of 1929) regia di David Butler (1929)